# 인천광역시의 기념물
인천광역시의 기념물은 기념물 중에서 인천광역시 내에 있는 문화재를 의미한다.

## 지정목록
| 번호 | 사진 | 명칭                                                                          | 소재지                                       | 관리자 (단체)                                         | 지정일                                                                     | 참조 |
| 1호  | .    | 문학산성 (文鶴山城)                                                           | 인천 남구 문학동 산27-1외 2필                | 남구                                                  | 1986년 12월 18일 지정                                                      |      |
| 2호  | .    | 화도진지 (花島鎭址)                                                           | 인천 동구 화수동 138                         | 동구                                                  | 1990년 11월 9일 지정                                                       |      |
| 3호  | .    | 김재로 묘 (金在魯 墓)                                                         | 인천 남동구 운연동 산64-13                   | 김지영                                                | 1990년 11월 9일 지정                                                       |      |
| 4호  | .    | 이윤생강씨정려 (李允生姜氏旌閣)                                               | 인천 남구 독배로 404번길 34(용현동 442)      | 부평이씨승지공파종친회                                | 1990년 11월 9일 지정                                                       |      |
| 5호  |      | 류사눌 묘 (柳思訥 墓)                                                         | 인천 서구 경서동 산200-1                     | 문화류씨문숙공파종회                                  | 1990년 11월 9일 지정                                                       |      |
| 6호  |      | 조서강 묘 (趙瑞康 墓)                                                         | 인천 서구 석남동 산119-2                     | 백천조씨위공경은당파종중                              | 1990년 11월 9일 지정                                                       |      |
| 7호  |      | 조정만 묘 (趙正萬 墓)                                                         | 인천 남동구 도림동 산46-3                    | 임천조씨오제공파종중                                  | 1990년 11월 9일 지정                                                       |      |
| 8호  |      | 능허대지 (凌虛臺址)                                                           | 인천 연수구 옥련동 194-54                    | 연수구                                                | 1990년 11월 9일 지정                                                       |      |
| 9호  |      | 용궁사느티나무 (龍宮寺느티나무)                                               | 인천 중구 운남동 667외 3필지                 | 용궁사                                                | 1990년 11월 9일 지정                                                       |      |
| 10호 |      | 계양산성 (桂陽山城)                                                           | 인천 계양구 계산2동 산 8번지외 14필지        | 계양구                                                | 1992년 5월 15일 지정, 2020년 5월 22일 해제, 사적 제556호로 승격            |      |
| 11호 |      | 계산동 은행나무 (桂山洞 銀杏나무)                                             | 인천 계양구 계산동 943번지                   | 인천광역시교육청                                      | 1992년 5월 15일 지정                                                       |      |
| 12호 |      | 장수동 은행나무 (長壽洞 銀杏나무)                                             | 인천 남동구 장수동 63-6번지                  | 남동구                                                | 1992년 12월 16일 지정, 2021년 2월 8일 해제, 천연기념물 제562호로 승격      |      |
| 13호 |      | 양주성금속비 (梁柱星金屬碑)                                                   | 인천 중구 운남동 444-3 (동민회관 앞 비석군)  | 인천광역시 중구청장                                   | 1993년 7월 6일 지정, 2019년 7월 29일 해제, 인천 문화재자료 제29호로 재지정 |      |
| 14호 |      | 심집신도비 (沈楫神道碑)                                                       | 인천 서구 공촌동 산8                         | .                                                     | 1994년 11월 4일 지정, 1995년 11월 14일 해제, 인천 유형문화재 32호로 승격   |      |
| 15호 |      | 이규보 묘 (李奎報 墓)                                                         | 인천 강화군 길상면 길직리 산115              | 여주이씨문순공휘규보파종중                            | 1995년 3월 1일 지정                                                        |      |
| 16호 |      | 강화 내가 오상리 고인돌 (江華 內可 鰲上里 고인돌)                             | 인천 강화군 내가면 오상리 산125              | 강화군                                                | 1995년 3월 1일 지정, 2008년 8월 18일 명칭변경                              |      |
| 17호 |      | 보문사향나무 (普門寺향나무)                                                   | 인천 강화군 삼산면 매음리 629-1              | 보문사                                                | 1995년 3월 1일 지정                                                        |      |
| 18호 |      | 봉천대 (奉天臺)                                                               | 인천 강화군 하점면 신봉리 산63               | 강화군                                                | 1995년 3월 1일 지정                                                        |      |
| 19호 |      | 장곶돈대 (長串墩臺)                                                           | 인천 강화군 화도면 장화리 113외 2필지        | 강화군                                                | 1995년 3월 1일 지정                                                        |      |
| 20호 |      | 강화전성 (江華塼城)                                                           | 인천 강화군 불은면 오두리 563외 6필지        | 강화군                                                | 1995년 3월 1일 지정, 1999년 3월 29일 해제, 사적 제452호로 승격             |      |
| 21호 |      | 택지돈대 (宅只墩臺)                                                           | 인천 강화군 길상면 선두리 954                | 강화군                                                | 1995년 3월 1일 지정, 1995년 11월 14일 해제, 인천 유형문화재 33호로 승격    |      |
| 22호 |      | 계룡돈대 (鷄龍墩臺)                                                           | 인천 강화군 내가면 황청리 282                | 강화군                                                | 1995년 3월 1일 지정                                                        |      |
| 23호 |      | 교동읍성 (喬桐邑城)                                                           | 인천 강화군 교동면 읍내리 577외 8필지        | 강화군                                                | 1995년 3월 1일 지정                                                        |      |
| 24호 |      | 천제암궁지 (天祭菴宮址)                                                       | 인천 강화군 화도면 문산리 산64-1외 1필지     | 강화군                                                | 1995년 3월 1일 지정                                                        |      |
| 25호 |      | 갑곶나루선착장석축로 (甲串나루船着場石築路)                                   | 인천 강화군 불은면 두문리 산297외 1필지      | 강화군                                                | 1995년 3월 1일 지정                                                        |      |
| 26호 |      | 허유전 묘 (許有全 墓)                                                         | 인천 강화군 불은면 두운리 산297              | 김해허씨종중                                          | 1995년 3월 1일 지정                                                        |      |
| 27호 |      | 강화 인산리 석실분 (江華 仁山里 石室墳)                                       | 인천 강화군 양도면 인산리 산71외 1필지       | 강화군                                                | 1995년 3월 1일 지정                                                        |      |
| 28호 |      | 강화능내리석실분 (江華陵內里石室墳)                                           | 인천 강화군 양도면 능내리 산 16-1            | 강화군                                                | 1995년 3월 1일 지정                                                        |      |
| 29호 |      | 이건창 묘 (李建昌 墓)                                                         | 인천 강화군 양도면 건평리 665-27             | 이익상                                                | 1995년 3월 1일 지정                                                        |      |
| 30호 |      | 이건창 생가 (李建昌 生家)                                                     | 인천 강화군 화도읍 사기리 167-3              | 강화군                                                | 1995년 3월 1일 지정                                                        |      |
| 31호 |      | 강화 대산리 고인돌 (江華 大山里 고인돌)                                       | 인천 강화군 강화읍 대산리 1189-1             | 강화군                                                | 1995년 3월 1일 지정                                                        |      |
| 32호 |      | 강화 부근리 점골 고인돌 (江華 富近里 점골 고인돌)                             | 인천 강화군 하점면 부근리 743-6외 1필지      | 강화군                                                | 1995년 3월 1일 지정, 2008년 8월 18일 명칭변경                              |      |
| 33호 |      | 검단 대곡동 지석묘군 (검단 大谷洞 支石墓群)                                   | 인천 서구 대곡동 산 123-1                    | 서구청                                                | 1995년 11월 14일 지정                                                      |      |
| 34호 |      | 학익지석묘 (鶴翼支石墓)                                                       | 인천 연수구 옥련동 525 인천광역시립박물관    | 인천광역시립박물관                                    | 1995년 11월 14일 지정                                                      |      |
| 35호 |      | 김상용 순절비 (金尙容 殉節碑)                                                 | 인천 강화군 강화읍 관청리 416                | 강화군                                                | 1995년 11월 14일 지정                                                      |      |
| 36호 |      | 양헌수 승전비 (梁憲洙 勝戰碑)                                                 | 인천 강화군 길상면 온수리 산42               | 전등사                                                | 1995년 11월 14일 지정                                                      |      |
| 37호 |      | 망양 돈대 (望洋 墩臺)                                                         | 인천 강화군 내가면 외포리 680번지            | 인천광역시 강화군청                                   | 1999년 3월 29일 지정                                                       |      |
| 38호 |      | 건평 돈대 (乾坪 墩臺)                                                         | 인천 강화군 양도면 건평리 산39               | 강화군                                                | 1999년 3월 29일 지정                                                       |      |
| 39호 |      | 굴암돈대 (屈岩墩臺)                                                           | 인천 강화군 양도면 하일리 487번지외 1필지    | 강화군                                                | 1999년 3월 29일 지정                                                       |      |
| 40호 |      | 미루지돈대 (彌樓只墩臺)                                                       | 인천 강화군 화도면 여차리 170-2              | 강화군                                                | 1999년 3월 29일 지정                                                       |      |
| 41호 |      | 북일곶돈대 (北一串墩臺)                                                       | 인천 강화군 화도면 장화리 산361              | 강화군                                                | 1999년 3월 29일 지정                                                       |      |
| 42호 |      | 용진진 (龍津鎭)                                                               | 인천 강화군 선원면 연리 215외 9필지          | 강화군                                                | 1999년 3월 29일 지정                                                       |      |
| 43호 |      | 영신군 이이묘 (永新君 李怡墓)                                                 | 인천 계양구 작전2동 산2                      | 전주이씨효령대군파영신군종회                          | 1999년 3월 29일 지정                                                       |      |
| 44호 |      | 강화부근리고인돌군 (江華富近里고인돌群)                                       | 인천 강화군 하점면 부근리 317외 79필지       | 강화군                                                | 1999년 4월 26일 지정                                                       |      |
| 45호 |      | 강화삼거리고인돌군 (江華三巨里고인돌群)                                       | 인천 강화군 하점면 삼거리 산188외 15필지     | 강화군                                                | 1999년 4월 26일 지정                                                       |      |
| 46호 |      | 강화고천리고인돌군 (江華古川里고인돌群)                                       | 인천 강화군 내가면 고천리 산 96외 8필지      | 강화군                                                | 1999년 4월 26일 지정                                                       |      |
| 47호 |      | 강화오상리고인돌군 (江華鰲上里고인돌群)                                       | 인천 강화군 내가면 오상리 산124번지외 15필지 | 강화군                                                | 1999년 4월 26일 지정                                                       |      |
| 48호 |      | 강화교산리고인돌군 (江華橋山里고인돌群)                                       | 인천 강화군 양사면 교산리 산108외 33필지     | 강화군                                                | 1999년 4월 26일 지정                                                       |      |
| 49호 |      | 강화통제영학당지 (江華統制營學堂址)                                           | 인천 강화군 강화읍 갑곶리 1061번지외 4필지   | 강화군                                                | 2001년 4월 2일 지정                                                        |      |
| 50호 |      | 이여발 묘 (李汝發 墓)                                                         | 인천 남동구 운연동 343-2                     | 한산이씨정익공파종중                                  | 2002년 2월 4일 지정                                                        |      |
| 51호 |      | 청·일조계지경계계단 (淸·日租界地境界階段)                                     | 인천 중구 전동 24외                          | 건설교통부                                            | 2002년 12월 23일 지정                                                      |      |
| 52호 |      | 이찰·이율형제정려 (李巀·李율兄弟 旌閭)                                        | 인천 계양구 갈현동 산73-6                    | 전주이씨임영대군파덕풍도정종친                        | 2004년 4월 6일 지정                                                        |      |
| 53호 |      | 이선봉 묘역 (李善鳳 墓域)                                                     | 인천 계양구 동양동 152-5                     | 대한주택공사                                          | 2004년 4월 6일 지정                                                        |      |
| 54호 |      | 한백륜 묘역 (韓伯倫 墓域)                                                     | 인천 서구 마전동(능안부락) 산120-4           | 청주한씨양혜공파종중                                  | 2004년 4월 6일 지정                                                        |      |
| 55호 |      | 삼목도 선사주거지 (三木島 先史住居址)                                         | 인천 중구 운서동 1830-1번지외 9필지          | 인천국제공항공사                                      | 2006년 9월 11일 지정                                                       |      |
| 56호 |      | 정제두 묘 (鄭齊斗 墓)                                                         | 인천 강화군                                  | 정시종                                                | 2007년 2월 20일 지정                                                       |      |
| 57호 |      | 김안정 묘 출토 묘비 (金安鼎 墓 및 出土 墓碑)                                  | 인천 서구                                    | 풍산김씨 김포파 종중                                  | 2008년 12월 1일 지정                                                       |      |
| 58호 |      | 허암 정희량 유허지 (虛庵 鄭希良 遺虛址)                                       | 인천 서구 검암동 산61-5                      | 정웅섭                                                | 2009년 3월 2일 지정                                                        |      |
| 59호 |      | 반남박씨대종중 묘역 (潘南朴氏大宗中 墓域)                                     | 인천 서구 대곡동 산151-1                     | 반남박씨 대종중                                       | 2010년 4월 27일 지정                                                       |      |
| 60호 |      | 의령남씨 종중 묘역 (宜寧南氏 宗中 墓域)                                       | 인천 서구 원당동 산82-1 외 8필지             | 남기명                                                | 2010년 4월 27일 지정                                                       |      |
| 61호 |      | 평산신씨 종중 묘역 (平山申氏 宗中 墓域)                                       | 인천 서구 대곡동 산120-1 외 2필지            | 평산신씨 정연공파 이간공 종중                         | 2010년 4월 27일 지정                                                       |      |
| 62호 |      | 월성박씨 종중 묘역 (月城朴氏 宗中 墓域)                                       | 인천 남동구 서창동 산29-17                   | 월성박씨종중                                          | 2010년 5월 3일 지정                                                        |      |
| 63호 |      | 이승훈 묘 (李承薰 墓)                                                         | 인천 남동구                                  | (재)천주교 인천교구                                   | 2011년 12월 28일 지정                                                      |      |
| 64호 |      | 강화 망산봉수 (江華 望山熢燧)                                                 | 인천 강화군 내가면 외포리 산131              | 강화군청                                              | 2011년 12월 28일 지정                                                      |      |
| 65호 |      | 황형 묘 (黃衡 墓)                                                             | 인천 강화읍 월곳리 산72-1                    | 창원(회산)황씨 장무공파 종중 / 강화군청               | 2013년 7월 29일 지정                                                       |      |
| 66호 |      | 강화 정족산성진지 (江華 鼎足山城陣址)                                         | 인천 강화군 길상면 온수리 644                | 대한불교조계종 전등사                                 | 2014년 4월 16일 지정                                                       |      |
| 67호 |      | 강화 정족산사고지 (江華 鼎足山史庫址)                                         | 인천 강화군 길상면 온수리 644                | 대한불교조계종 전등사                                 | 2014년 4월 16일 지정                                                       |      |
| 68호 | .    | 영일정씨 판결사공파·승지공파 동춘묘역 (迎日鄭氏 判決事公派·承旨公派 東春墓域) | 인천 연수구                                  | 영일정씨 판결사공·승지공파 중종 (인천광역시 연수구청) | 2020년 3월 2일 지정                                                        |      |